# Karadž
Karadž (perz. کرج) je grad u Iranu i sjedište Alborške pokrajine. Nalazi se oko 20 km zapadno od središta glavnog grada Teherana, podno obronaka gorja Alborz. Povijest grada seže duboko u stari vijek, a najstarija arheološka nalazišta su zoroastrijski hramovi vatre iz partskog razdoblja. Gospodarstvo grada usko je vezano uz obližnju iransku metropolu i važnije industrijske grane su proizvodnja kemikalija, gnojiva i poljoprivrednih proizvoda. Prema popisu stanovništva iz 2006. godine u Karadžu je živjelo 1,386.030 ljudi što ga čini petim najvećim iranskim gradom nakon Teherana, Mašhada, Isfahana i Tabriza. Grad je poznat po brojnim sveučilišnim i znanstvenim ustanovama kao i turističkim atrakcijama koja uključuju brojne znamenitosti poput palača, te jezera i parkova.

## Poveznice
- Zračna luka Pajam

## Vanjske poveznice
- (perz.) Službene stranice Karadža  Arhivirana inačica izvorne stranice od 24. studenoga 2011. (Wayback Machine)

Ostali projekti
|  | Zajednički poslužitelj ima još gradiva o temi Karadž |